# Casa Romà
Casa Romà és un habitatge del municipi de Figueres (Alt Empordà) inclòs en l'Inventari del Patrimoni Arquitectònic de Catalunya.

## Descripció
Edifici situat al nucli històric davant del col·legi Escolàpies a prop de la Plaça de l'Ajuntament. Casa cantonera amb dues façanes i tres plantes. La façana principal presenta la planta baixa amb quatre portals, tres dedicats a locals comercials i un per accedir a l'habitatge. El primer pis, presenta quatre balcons, la finestra dels quals estan emmarcades i rematades amb una cornisa, i amb un òcul inscrit en una motllura quadrada a la part superior de la finestra. Els dos balcons centrals en balconada correguda. La façana està ordenada verticalment amb pilastres d'ordre jònic aguantades per mènsules, que arrenquen del primer pis i arriben a la motllura que separen segon pis de la cornisa. El segon pis presenta quatre balcons, amb la mateixa ordenació que el primer pis. La cornisa està rematada amb un frontó triangular. Cantonada circular amb encoixinat tipus rústic i donant impressió de fortificació. Façana arrebossada. La façana que dona al carrer la Marca és molt irregular.

## Història
Promogut per la família d'hisendats i comerciants de Romà, fins a l'any 1863 va ser la residència de Joaquim de Romà, personatge important de la història de la mineria a Catalunya. A la seva mort aquest casal passà a ser la residència de Josep de Puig i Ferrer, un dels fundadors del Partit Demòcrata Espanyol (1849). Durant la postguerra els salons de la planta noble varen ser subdividits amb un entresolat que s'expressa en la façana amb els òculs sobre els balcons, i el conjunt es convertí en un edifici plurifamiliar.